# Pausandra
Pausandra es un género perteneciente a la familia Euphorbiaceae, nativo de Centroamérica y Suramérica. Comprende 14 especies descritas y de estas solo 8 aceptadas.

## Descripción
Son árboles,que alcanzan un tamaño de 3–10 m de alto, ramitas con savia rojiza o clara; plantas dioicas. Hojas alternas, simples, oblanceoladas, 20–50 cm de largo y 10–15 cm de ancho, abruptamente acuminadas en el ápice, agudas en la base, márgenes serrados, envés con tricomas malpigiáceos, pinnatinervias; pecíolos fuertes, 1.5–4 cm de largo, con 2 glándulas masivas en el ápice, estípulas lanceoladas, 4–6 mm de largo, endurecidas. Espigas axilares, ejes con tricomas malpigiáceos, brácteas eglandulares; flores estaminadas subsésiles, sépalos 5, imbricados, 1.3–1.5 mm de largo, enteros, pubescentes, pétalos 5, 3 mm de largo, connados en su parte inferior, adaxialmente vellosos, disco urceolado, glabro, estambres 5–7, filamentos libres, pistilodio ausente; flores pistiladas subsésiles, perianto como en las flores estaminadas, ovario 3-locular, 1 óvulo por lóculo, estilos libres, bífidos. Frutos capsulares, valvas de los cocos 13–14 mm de largo; semillas hinchadas, 8.2–9 mm de largo, variegadas, carunculadas.

## Taxonomía
El género fue descrito por Ludwig Adolph Timotheus Radlkofer y publicado en Flora 53: 92. 1870. La especie tipo es: Pausandra morisiana (Casar.) Radlk.		

## Especies aceptadas
A continuación se brinda un listado de las especies del género Pausandra aceptadas hasta marzo de 2014, ordenadas alfabéticamente. Para cada una se indica el nombre binomial seguido del autor, abreviado según las convenciones y usos.
- Pausandra fordii Secco
- Pausandra hirsuta Lanj.
- Pausandra macropetala Ducke
- Pausandra macrostachya Ducke
- Pausandra martini Baill.
- Pausandra megalophylla Müll.Arg.
- Pausandra morisiana (Casar.) Radlk.
- Pausandra trianae (Müll.Arg.) Baill.